# Guillaume-Robert de La Marck
Guillaume-Robert de La Marck est le fils de Henri-Robert de La Marck et de Françoise de Bourbon-Vendôme. Il naît le 1er janvier 1563. Il ne sera Prince souverain de Sedan que pendant une courte période, un règne dramatique qui contraste avec la période fructueuse de ses parents.

## Enfance et éducation
Il est vraisemblablement baptisé protestant.
Son éducation est confiée au pasteur Hellin. À 14 ans, il parfait son éducation au gymnase de Jean Sturm à Strasbourg. Puis il accompagne son oncle, François de Montpensier dans son ambassade de Londres.
Déclaré majeur le 7 novembre 1584, il devient Prince souverain de Sedan avec une période de régence de sa mère pendant 10 ans, fructueuse pour la ville de Sedan.

## Court règne
Duc de Bouillon, il est seigneur de Jametz et de Raucourt, marquis de Cotron (Cotrone ou Crotone en Calabre), comte (titulaire) de La Marck, de Braine et d'Albon, baron de Sérignan, Privas, Arlempdes, Mauny, châtelain de Nogent-le-Roi et de Chaumont-sur-Loire, capitaine de 100 hommes d'armes des ordonnances du roi et des Suisses de la garde royale.
Sous son règne, la principauté vit dans un trouble financier et politique, lié aux guerres de religion.
De 1583 à 1585, dans le prolongement des actions menées pendant la régence de sa mère, il veille à améliorer la défense de la ville de Sedan, faisant construire le bastion de Sillery et le grand Retranchement du Mesnil.
Mais en juin 1584, la mort du frère du roi Henri III, fait de Henri de Navarre le plus proche héritier du trône. C'est dans ce contexte qu'est créée la Ligue. La politique agressive puis les attaques de ce mouvement mené par le Duc de Guise, seigneur dont les terres sont proches de Sedan, oblige Guillaume-Robert de La Marck à sortir de la politique de neutralité de son père et de sa mère.
Le feu au poudres est mis par des militaires protestants réfugiés à Sedan qui s'en prennent à Rocroi. Le Duc de Guise réagit en semant le désordre et la peur autour de Sedan, à Balan, Bazeilles, Francheval, Givonne, sans oser s'en prendre à la ville de Sedan. Les Ligueurs saccagent Douzy. Mais le duc de Bouillon reussit à les surprendre à Daigny et à les mettre en déroute.
Les deux parties recrutent des mercenaires. Le 23 juin 1587, Guillaume-Robert sort de Sedan, y laissant sa sœur Charlotte de La Marck, gagne l'Alsace où il prend la tête d'une armée de 27 000 hommes et traverse les terres des Guise en Lorraine.
Après la défaite de Vimory le 26 octobre 1587 il remet le commandement au prince de Conti, il subit encore une défaite à Auneau la même année suivie de la retraite générale. Il se réfugie en Suisse et très malade il meurt le 11 janvier 1588 âgé de 25 ans.